# Berosus blechrus
Berosus blechrus är en skalbaggsart som beskrevs av John Henry Leech 1948. Berosus blechrus ingår i släktet Berosus och familjen palpbaggar. Inga underarter finns listade i Catalogue of Life.